# Roswell (serial)
Roswell e un serial american science fiction creat de Jason Katims. A  avut premiera pe 6 octombrie, 1999, pe rețeaua WB, fiind ulterior mutat pe canalul UPN pentru al treilea sezon. Ultimul episod a fost difuzat pe 14 mai, 2002. În Regatul Unit, serialul a fost difuzat sub denumirea de Liceul Roswell (Roswell High).
Episodul pilot al serialului este bazat pe seria de cărți întitulate Roswell High a autoarei Melinda Metz, care a devenit ulterior scenarist al serialului televizat.

## Subiectul
Serialul este povestea a trei extratereștri (care sunt de fapt, așa cum se va dovedi pe parcurs, hibrizi, cu gene extraterestre și gene umane), Max, Isabel și Michael, ce locuiesc în orașul Roswell din New Mexico. Cei trei extratereștri sunt supraviețuitori ai prăbușirii unui OZN în 1947 (accidentul s-a petrecut în realitate, fiind cunoscut ulterior sub numele de Incidentul OZN de la Roswell, însă guvernul SUA a negat că ar fi fost vorba de un OZN). Cei trei reușesc să ducă o viață relativ normală până în momentul în care Max, unul dintre ei, o salvează de la moarte pe Liz, o colegă de școală, care fusese împușcată în stomac chiar în cafeneaua în care lucra, și care aparținea părinților ei. Din acel moment, povestea ia o turnură periculoasă. În cele din urmă cei trei află faptul că sunt clonele unor extratereștri de viță regală de pe planeta Antar, care au pierit într-un război, și că misiunea lor este să se întoarcă acasă și să își salveze poporul.
De-a lungul celor trei sezoane, sunt urmărite poveștile de iubire dintre hibrizi și oameni, în special cea dintre Max și Liz, și lupta hibrizilor de a își proteja în continuare identitatea, în timp ce încearcă să afle mai mult despre abilitățile lor și despre cum să ajungă acasă.

## Distribuția

### Personaje principale
- Shiri Appleby - Liz Parker
- Jason Behr - Max Evans
- Katherine Heigl - Isabel Evans
- Brendan Fehr - Michael Guerin
- Majandra Delfino - Maria DeLuca
- Colin Hanks - Alex Whitman (sezonul unu și doi; personaj secundar în sezonul trei)
- William Sadler - șeriful Jim Valenti
- Nick Wechsler - Kyle Valenti
- Emilie de Ravin - Tess Harding (sezonul doi; personaj secundar în sezonul unu și o apariție în sezonul trei)
- Adam Rodríguez - Jesse Ramirez (sezonul trei)

### Personaje secundare
- Julie Benz - agentul FBI Kathleen Topolsky (sezonul unu)
- Jim Ortlieb - Nasedo (sezoanele unu și doi)
- Garrett M. Brown - Philip Evans
- Mary Ellen Trainor - Diane Evans
- Diane Farr - Amy DeLuca
- Devon Gummersall - Sean DeLuca (season two)
- John Doe - Jeff Parker
- Jo Anderson - Nancy Parker
- David Conrad - ajutorul de șerif David „Dave” Fisher/agentul FBI Daniel Pierce (sezoanele unu și doi)
- Desmond Askew - Brody Davis (sezonul doi)
- Gretchen Egolf - Vanessa Whitaker (sezonul doi)
- Steve Hytner - Milton Ross (sezonul unu)
- Sara Downing - Courtney Banks (sezonul doi)
- Miko Hughes - Nicholas Crawford (sezonul doi)
- Richard Schiff - agentul Stevens (sezonul unu)

## Sezonul unu
Liz Parker este o adolescentă ce locuiește în Roswell, New Mexico, și care are drept cei mai buni prieteni pe Maria DeLuca și pe Alex Whitman. Viața ei decurge în mod normal până în momentul în care este martora unei certe între doi clienți petrecute la cafeneaua părinților ei, The Crashdown Cafe. În urma certei, Liz este împușcată accidental în stomac, însă este salvată de la moarte de colegul ei de școală, Max Evans, care o vindecă punând pur și simplu mâna pe rană; când Liz revine la viață, Max o roagă imediat să îi păstreze secretul. Ulterior, Liz descoperă o urmă argintie de palmă pe abdomenul ei, și, intrigată de toată ciudățenia întâmplării, se hotărăște să investigheze în amănunțime. Ea izbutește, în timpul unui experiment la ora de biologie, să sustragă o mostră din saliva lui Max și să o examineze la microscop - spre tulburarea ei, celulele nu seamănă absolut deloc cu cele umane. Liz îi cere explicații lui Max, și află că atât el, cât și sora lui, Isabel, și prietenul lor, Michael Guerin, sunt supraviețuitorii prăbușirii OZN-ului din 1947. Max admite că a salvat viața lui Liz pentru că o iubește; și, deși speriată inițial de povestea spusă de el, Liz acceptă să îi păstreze secretul, și, mai târziu, se îndrăgostește și ea de el, cu toate că este iubita fiului șerifului, Kyle Valenti.
Primul sezon se axează în principal atât pe relațiile dintre oameni și extratereștri, cât și pe încercarea acestora de a-și ține ascunsă originea, și de a afla cum și de ce au ajuns pe Terra. Deși jurase să păstreze secretul, Liz se destăinuie, forțată de împrejurări, prietenei sale Maria, și mai târziu și lui Alex. Cei trei adolescenți se împrietenesc cu extratereștrii și fac tot posibilul să le păstreze secretul, atât față de agenții guvernamentali și de curioșii cercetători ai accidentului din 1947, cât și de șerif, care e suspicios în privința lor. Între Michael și Maria se dezvoltă cu repeziciune o poveste de dragoste, cu toate că cei doi intră în conflict tot timpul, Maria numindu-l pe Michael „cel mai groaznic iubit din toate timpurile”. Alex dezvoltă la rândul lui o pasiune pentru Isabel, dar din cauza reticenței acesteia în privința relațiilor, lucrurile merg destul de greu. Aceeași reticență o are și Max față de Liz, însă de altă natură: el e conștient de faptul că a expus-o pericolului din momentul în care i-a dezvăluit secretul lui, și dorește ca ea să stea cât mai departe de el, pentru propriul ei bine. Până la urmă, însă, atracția dintre ei nu mai poate fi stăvilită, și devin un cuplu. În paralel cu toate aceste povești, investigația asupra originii lui Max, Michael și Isabel continuă.
Inițial, tot ce știu cei trei este că erau nenăscuți în momentul prăbușirii navei, și că au ieșit din incubatoare în 1989, având înfățișarea unor copii de șase ani. Ulterior, toți trei au fost adoptați. Max și Isabel au fost crescuți de către familia Evans, care le-a oferit un cămin adevărat, Michael, mai puțin norocos, a nimerit pe mâna unui tată adoptiv violent. Ajutat de Philip Evans, Michael va izbuti ulterior să își câștige independența din punct de vedere legal.
Către sfârșitul seriei, grupul află de existența lui Nasedo, un extraterestru ca și ei, ce are posibilitatea să își schimbe înfățișarea. Aparent, acesta are un trecut însângerat, făcând mai multe victime de-a lungul anilor, ceea ce îi face pe Max și Isabel să fie reticenți în privința lui, spre deosebire de Michael, care îl privește ca pe un potențial salvator. Inițial, cei șase prieteni cred că Tess, o fată nou-venită în oraș, este Nasedo, din cauza efectului straniu pe care ea îl are asupra lui Max. Ulterior însă se dovedește că ea este una dintre ei, crescută de Nasedo, și având prin urmare atât cunoștințe despre trecutul lor și despre așa-zisul lor destin, cât și o mai mare dezvoltare a abilităților.
Printr-un concurs nefericit de împrejurări, Max este răpit de către agenții guvernamentali, însă izbutește să scape cu ajutorul prietenilor lui și al șerifului Valenti, care se dovedește a fi de partea lor chiar și după ce află adevărul despre originea lor. La sfârșitul sezonului, celor trei extratereștri li se dezvăluie adevărul despre originea lor, pe care până atunci numai Tess îl cunoștea. Ei sunt de fapt hibrizi ce au atât gene extraterestre cât și gene umane (amestecul fiind făcut pentru a-i determina să ia formă umană), clone ale conducătorilor de pe planeta Antar. Max este regele, Isabel sora lui, Michael este mâna dreaptă a regelui, iar Tess este soția lui Max. Misiunea lor este să se întoarcă pe Antar pentru a-și elibera semenii de sub conducerea lui Kivar, inamicul lui Max. Ca rezultat al acestei descoperiri, Liz se distanțează de Max, întrucât crede că nu poate sta în calea destinului acestuia.

## Sezonul doi
Al doilea sezon se axează pe conflictul dintre presupusele destine ale lui Max, Isabel și Michael ca extratereștri și dorințele și așteptările pe care le au ei ca ființe umane. Relația dintre Liz și Max pare a fi compromisă, cu toate că acesta din urmă încearcă să o convingă pe fată că nu are niciun fel de sentiment pentru Tess. Datorită unei vizite pe care o primește de la un Max din viitor, Liz ia decizia de a-l face pe Max să se îndepărteze de ea definitiv.
Nasedo este ucis la începutul seriei, și adolescenții încep imediat să investigheze crima; curând ei își dau seama de faptul că a fost ucis de senatoarea Whitaker, care se dovedește a fi extraterestră, aparținând unei rase denumită de Nasedo the Skins (Pieile). Senatoarea este la rândul ei ucisă de Isabel, în tentativa ei de a o salva pe Tess, care fusese răpită de aceasta. Cu ocazia aceasta, Isabel află adevărul despre Vilandra, alter-ego-ul ei din trecut. Vilandra își trădase fratele, fiind îndrăgostită de Kivar, dușmanul de moarte al acestuia, ceea ce dusese în fapt la moartea tuturor celor patru extratereștri conducători (The Royal Four, cum sunt ei denumiți în serie).
Hibrizii devin și mai nesiguri asupra propriului destin în momentul în care află că nu sunt singuri, și că mai există alte patru clone ale extratereștrilor de pe Antar la New York. Acțiunea se precipită în momentul în care Alex, proaspăt întors dintr-o călătorie în Suedia, moare pe neașteptate într-un accident de mașină. Devastată de moartea prietenului ei cel mai bun, Liz descoperă o serie de lucruri care o fac să creadă că Alex a fost de fapt asasinat de către un extraterestru. Concluzia ei determină încordarea relațiilor dintre ea și restul grupului. În timpul investigației prelungite a lui Liz, Max o lasă însărcinată pe Tess.
La sfârșitul seriei, cei patru hibrizi decid să părăsească Terra cu ajutorul Granolitului, întrucât Tess îl anunță pe Max că fiul lor este pe moarte din cauza atmosferei planetei. În ultimul moment, Michael se decide să rămână pe Pământ, realizând faptul că lângă Maria se află adevăratul său cămin. Liz descoperă că Tess este cea care l-a ucis pe Alex și se grăbește în interiorul Granolitului, pentru a-l înștiința pe Max. Tess recunoaște adevărul și mărturisește faptul că l-a folosit pe Alex pentru a-i traduce cartea în care stătea scris destinul celor patru hibrizi. Ea recunoaște de asemenea că Nasedo făcuse în trecut o înțelegere cu Kivar. Ca urmare a acestei revelații, Isabel și Max rămân pe Terra, lăsând-o pe Tess să plece spre Antar. Max se întoarce la Liz, cu conștiința faptului că acum trebuie să își salveze copilul.

## Sezonul trei
Seria a treia prezintă încercările lui Max de a-și salva fiul, care se află aparent în pericol, explorând în continuare atât relația acestuia cu Liz, și relațiile dintre ceilalți, cât și încercarea continuă a grupului de a scăpa de sub supravegherea Biroului Federal de Investigații. Povestea debutează în mod neobișnuit, cu arestarea lui Max și Liz în Utah, pentru jefuirea unui magazin. Motivul din spatele acestei acțiuni era găsirea navei spațiale prăbușite în 1947, cu ajutorul căreia Max spera să poată lua legătura cu fiul său. Arestarea celor doi influențează în mod serios întâmplările de pe parcursul seriei - Phillip Evans începe să își pună întrebări în privința acțiunilor întreprinse de Max, și, din dorința de a-și proteja tatăl de adevăr, acesta se mută de acasă. De asemenea, tatăl lui Liz devine reticent în privința relației fiicei sale cu Max.
În paralel cu încercarea lui Max de a-și proteja fiul, care conduce în cele din urmă la descoperirea unui alt extraterestru, protector al lui Max, Isabel se luptă atât cu amintirile legate de Alex cât și cu sentimentele pe care le are pentru Jesse Ramirez, un avocat ce lucrează în biroul tatălui ei. Dorința ei este să îi poată dezvălui adevărul lui Jesse, însă Max și Michael se opun. Isabel se căsătorește în cele din urmă cu Jesse, spre dezaprobarea acestora și a părinților ei, dar lucrurile se complică în momentul în care Kivar intră în contact cu ea, redeșteptând-o pe Vilandra. Aceasta este aproape convinsă de Kivar să se întoarcă pe Antar, însă Max și Michael intervin la timp.
În viața lui Michael intervin modificări substanțiale, firea personajului modificându-se vizibil față de sezoanele unu și doi. El își ia o slujbă ca agent de securitate și se împrietenește cu colegii de muncă. Relația cu Maria devine problematică, în special atunci când fata își dă seama de faptul că își dorește să ia o pauză și să se distanțeze de întreaga situație.
Spre sfârșitul sezonului, exact când hibrizii se află în cel mai mare pericol, din cauza faptului că FBI pare a se apropia din ce în ce mai mult de ei, Tess revine pe Pământ cu copilul lui Max, Zan. Sosirea ei accelerează lucrurile, în sensul că sunt descoperite noi dovezi despre existența extratereștrilor. Inițial furioși pe ea din cauza morții lui Alex, cei din grup sfârșesc prin a o ajuta. Tess decide în cele din urmă să îi salveze pe toți, și se sacrifică aruncând în aer baza militară a celor de la FBI. Copilul lui Tess și Max se dovedește a fi în întregime uman, fiind un produs al genelor umane ale celor doi; prin urmare, Max îl dă spre adopție, cu ajutorul tatălui său, realizând faptul că fiul său se poate bucura de o viață normală.
Datorită unei premoniții avute de Liz, care indica faptul că ea și cei trei hibrizi aveau să moară prinși de FBI, Liz, Max, Isabel, Michael și Kyle se decid să părăsească orașul Roswell după absolvire. Aflând decizia, Maria se hotărăște să rămână alături de Michael, și, deci, să li se alăture. Isabel își părăsește soțul pentru a-i salva viața. Grupul reușește să fugă de la ceremonia de absolvire, locul unde se aflau infiltrați agenții FBI, plecând din Roswell definitiv. Finalul prezintă nunta dintre Max și Liz și pe tatăl lui Liz citindu-i jurnalul în care se afla cronica celor trei ani care trecuseră de la revelația avută în sezonul unu, respectiv faptul că Max era extraterestru.

## Episoade
vezi Lista episoadelor serialului Roswell

## Locații de filmare
Roswell a fost filmat în mai multe locații din California. City Hall, Charter Oak High School, și alte câteva clădiri și locuințe din Covina au fost folosite pentru a înfățișa orașul Roswell din New Mexico. Imaginile din deșert au fost filmate într-un parc național din districtul Los Angeles.

## Difuzare
Serialul a debutat în SUA pe 6 octombrie 1999 la canalul de televiziune The WB, și a primit critici favorabile. Cu toate că a câștigat rapid o bază stabilă de fani, audiențele nu au fost la înălțimea așteptărilor. Acesta a fost de altfel și motivul pentru care The WB a cerut ca accentul să se pună ceva mai mult pe partea science-fiction a serialului în al doilea sezon. Ca urmare, Ronald D. Moore a fost adus în echipă în calitate de coproducător executiv.
Din păcate, nu toți fanii au reacționat favorabil la modificările aduse, și audiențele au continuat să dezamăgească The WB, care a renunțat în cele din urmă la serial pe data de 15 mai 2001, după ultimul episod din al doilea sezon, o mișcare anticipată deja de critica de specialitate. Din fericire, 20th Century Fox (studioul ce a produs serialul) a convins UPN să preia Roswell pentru un al treilea sezon, odată cu popularul serial Buffy, spaima vampirilor. Între 2001 și 2002, Roswell a fost difuzat în fiecare marți seara după Buffy pe UPN. Din păcate, Roswell nu a reușit să atingă audiențele serialului Buffy, și în cele din urmă și UPN a anulat serialul, făcând ca cel de-al treilea sezon să fie ultimul. Ultimul episod din Roswell a fost difuzat pe 14 mai 2002.

## Neconcordanțe în povestire
- În timpul primului sezon, toți cei trei extratereștri au capacitatea de a vindeca (Michael vindecă piciorul scrântit al unui bătrân nativ american). Spre finalul sezonului se înțelege însă că doar Max are această putere (Michael îi spune la un moment dat Tu vindeci oamenii, eu îi ucid), lucru care devine clar din sezonul doi[8].

- În cel de-al doilea sezon, există o scenă în care Tess îi arată lui Max steaua lui Barnard. Cu toate că steaua se află la mai puțin de șase ani-lumină de Terra, nu e vizibilă cu ochiul liber[8].